# ANA & JP Express
ANA & JP Express Co., Ltd. (株式会社 ANA & JP エクスプレス Kabushiki-gaisha Ei-enu-ei ando Jei-pī Ekusupuresu?) es una aerolínea de carga con base en el Shiodome City Center en Minato, Tokio, Japón. Opera vuelos entre Japón y Corea del Sur

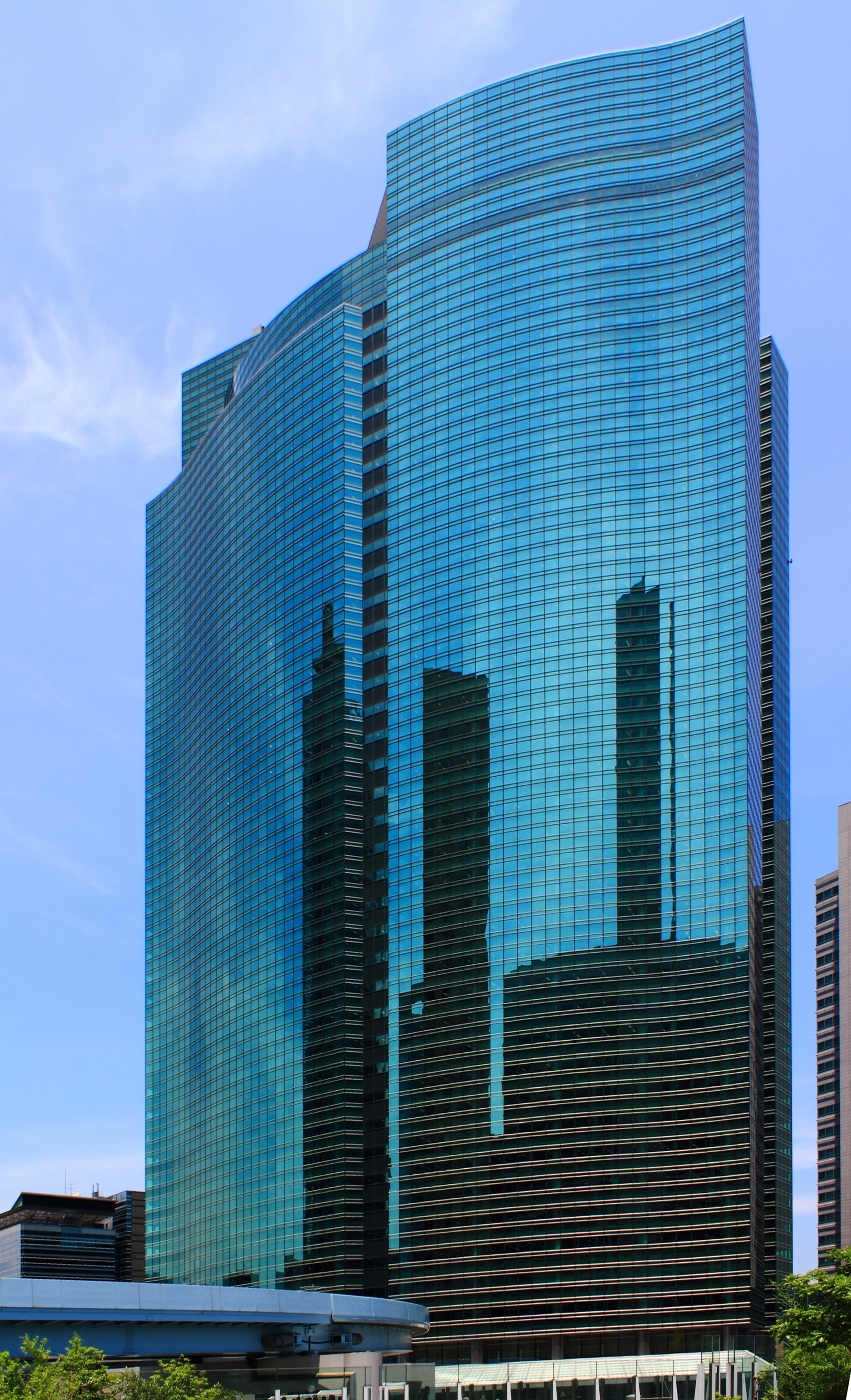
Shiodome City Center.

Utilizando aviones de la flota de All Nippon Airways. 

## Historia
La compañía fue fundada el 1 de febrero de 2006.
La aerolínea comenzó a operar el 2 de octubre de 2006 con vuelos Nagoya (Centrair) - Anchorage - Chicago (O'Hare).
A 7 de enero de 2008, es propiedad de All Nippon Airways (51.7%), Japan Post (33.3%), así como de la transportista terrestre Nippon Express (10.0%) y la naviera Mitsui O.S.K. Lines (5.0%).
En febrero de 2008, AJV vuela desde Tokio (Narita), Osaka (Kansai) y Nagoya (Centrair) a Seúl (Incheon) aunque no efectúa vuelos transpacíficos. La carga aérea transpacífica de ANA es transportada por la compañía principal y por ABX Air.

## Flota
ANA & JP Express operaba cinco Boeing 767-300F utilizando los aviones de la flota de ANA (a diciembre de 2009).